# Albertus Jacobus Clemens Janssens
Albertus Jacobus Clemens Janssens ('s-Hertogenbosch, 7 maart 1807 – Renkum,  29 juni 1879) was de eerste Rotterdamse hoofdcommissaris.
Zijn vader, Jacobus Clemens Janssens, had een militaire functie en in navolging daarvan begon hij met een militaire loopbaan. In 1833 trouwde hij in Tiel waar hij schout van politie werd. In 1850 overleed zijn echtgenote en waarschijnlijk rond die tijd verhuisde hij naar Rotterdam waar hij commissaris van politie werd. Als gevolg van de Gemeentewet van 29 juni 1851 die inging op 1 januari 1852 lag de dagelijkse leiding van de gemeentepolitie bij grotere gemeenten niet langer bij de directeur van politie maar bij de hoofdcommissaris van politie. Vanwege die wetswijziging werd Janssens in januari 1853 de eerste hoofdcommissaris van Rotterdam. Hiermee werd hij in feite de opvolger van mr. B. van Dorp die vanaf 1844 de directeur van politie in die stad was.
Als gevolg van ernstige kritiek op het functioneren van de Rotterdamse politie diende burgemeester J.F. Hoffmann op 19 mei 1866 zijn ontslag in en hoofdcommissaris Janssens volgde hem daarin. Mr. C. Cardinaal die sinds september 1853 commissaris van politie in Rotterdam was werd op 1 september 1866 benoemd tot hoofdcommissaris.
In 1879 overleed A.J.C. Janssens op 72-jarige leeftijd in het Gelderse plaatsje Renkum waar hij ook begraven werd.